# Werksbahnen der Jees Harts Hill Granite and Brick Company
| Jees Harts Hill Granite and Brick Company                                                                                            | Jees Harts Hill Granite and Brick Company |
| --- | ----------------------------------------- |
| Dampflok 'Norwood', 1908 von Hunslet für Jee’s Hartshill Quarries mit der ungewöhnlichen Spurweite von 2 Fuß 6½ Zoll (775 mm) gebaut |                                           |
| Streckenverlauf, 1913 Anschlussgleise der London and North Western Railway, 1921                                                     |                                           |
| Spurweite: | 775 und 1435 mm                           |
| |                                           |

Die Werksbahnen der Jees Harts Hill Granite and Brick Company bestanden aus einer schmalspurigen Feldbahn und einer normalspurigen Werksbahn beim Bahnhof Hartshill der London and North Western Railway in England.

## Geschichte
Richard Jee († 25. Februar 1853) gründete 1822 Jee’s Harts Hill Granite and Brick Company Limited, um zwischen Nuneaton und Polesworth Granit abzubauen und in Chapeltown Bausteine herzustellen.
Seine schmalspurige Feldbahn mit der ungewöhnlichen Spurweite von 2 Fuß 6½ Zoll (775 mm) führte von den Granitsteinbrüchen zu einem Kai am nahe gelegenen Coventry-Kanal. Sie wurde anfangs als Pferdebahn und ab 1908 mit einer Hunslett-Dampflokomotive betrieben. Die Feldbahn war 1947 noch mit mehr als 15 hölzernen Loren in Betrieb.
Sein normalspuriges Anschlussgleis lag zufälligerweise genau 100 Meilen von Euston entfernt an der London and North Western Railway. Anfangs mietete er Güterwagen von der Birmingham Railway Carriage and Wagon Company, bis er sich 1899 in zwei Losen insgesamt 24 Güterwagen (Nr. 1 bis 24) beschaffte. Die Wagen wurden mit fünf Planken und Seitentüren gebaut, lindgrün lackiert und diagonal mit schwarzer Schrift von links unten nach rechts oben sowie oben links mit dem Schriftzug "Harts Hill" und unten rechts "nr. Atherstone" beschriftet.
Der Eisenbahnverkehr wurde 1954 eingestellt, als man dem Straßentransport den Vorzug gab.